# Этшарри
Этшарри́ (фр. Etcharry) — коммуна во Франции, находится в регионе Аквитания. Департамент — Атлантические Пиренеи. Входит в состав кантона Пеи-де-Бидаш, Амикюз и Остибар. Округ коммуны — Байонна.
Код INSEE коммуны — 64221.

## География

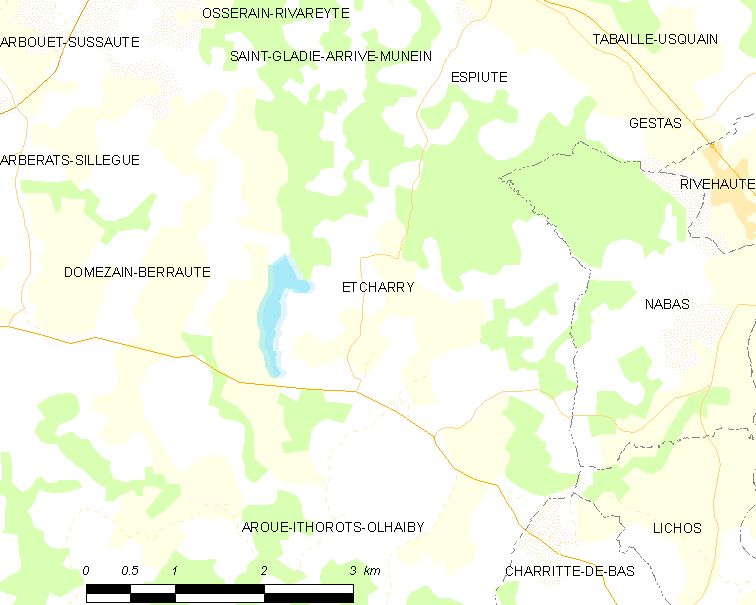
Карта коммуны

Коммуна расположена приблизительно в 670 км к юго-западу от Парижа, в 175 км южнее Бордо, в 50 км к западу от По.

### Климат
Климат тёплый океанический. Зима мягкая, средняя температура января — от +5°С до +13°С, температуры ниже −10 °C бывают редко. Снег выпадает около 15 дней в году с ноября по апрель. Максимальная температура летом порядка 20-30 °C, выше 35 °C бывает очень редко. Количество осадков высокое, порядка 1100 мм в год. Характерна безветренная погода, сильные ветры очень редки.

## Население
Население коммуны на 2010 год составляло 128 человек.
| 1962 | 1968 | 1975 | 1982 | 1990 | 1999 | 2010 |
| ---- | ---- | ---- | ---- | ---- | ---- | ---- |
| 205  | 148  | 146  | 153  | 143  | 122  | 128  |

## Администрация
| Период | Период | Фамилия        | Партия | Примечания |
| ------ | ------ | -------------- | ------ | ---------- |
| 1995   | 2014   | Жан-Пьер Шаро  |        |            |
| 2014   | 2020   | Бернар Казабон |        |            |

## Экономика
В 2010 году среди 82 человек трудоспособного возраста (15-64 лет) 71 были экономически активными, 11 — неактивными (показатель активности — 86,6 %, в 1999 году было 69,0 %). Из 71 активных жителей работали 70 человек (37 мужчин и 33 женщины), безработным был 1 мужчина. Среди 11 неактивных 5 человек были учениками или студентами, 5 — пенсионерами, 1 был неактивным по другим причинам.

## Достопримечательности
- Церковь Св. Петра (1875 год)[4]

## Фотогалерея

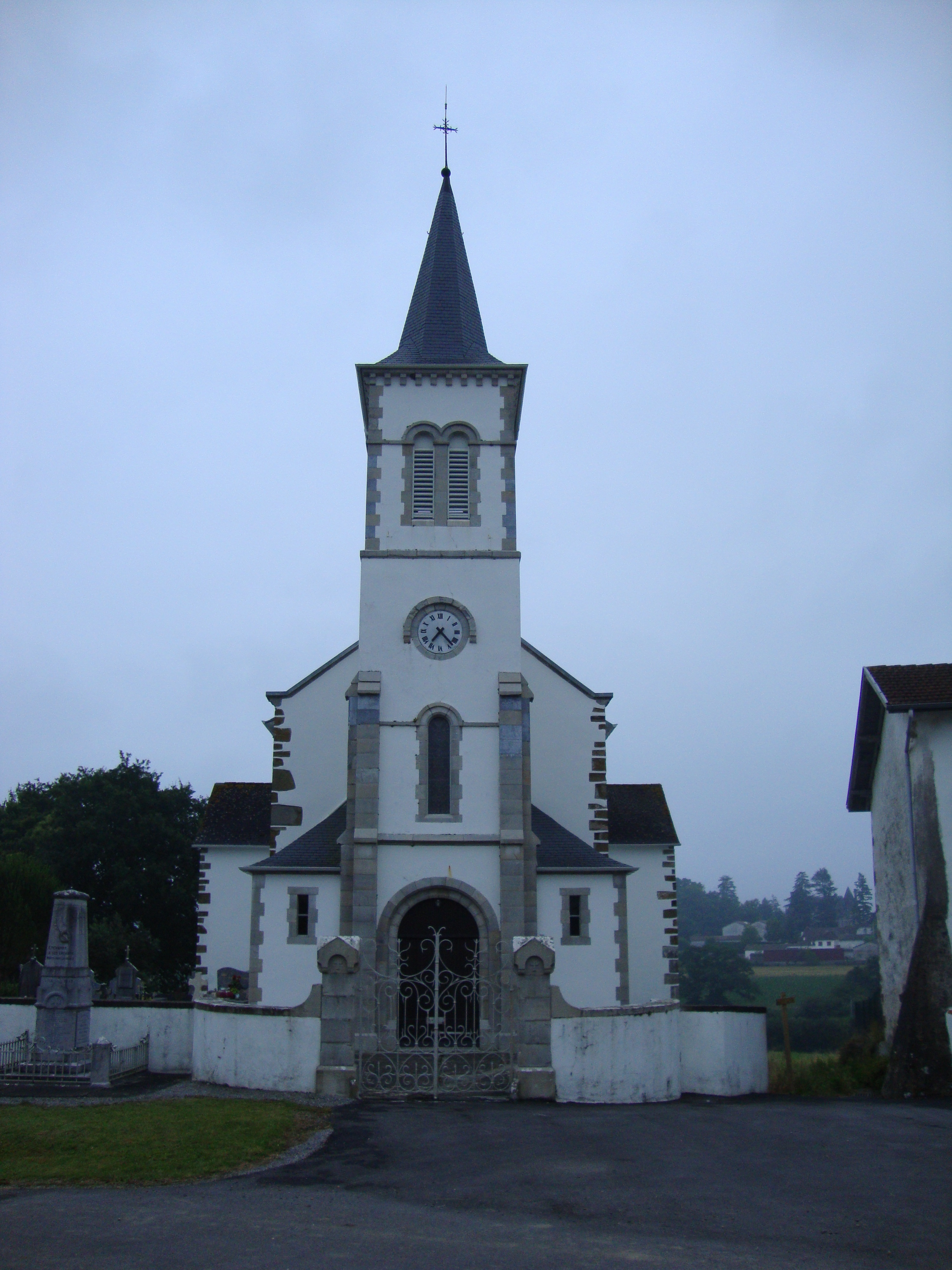
Церковь Св. Петра
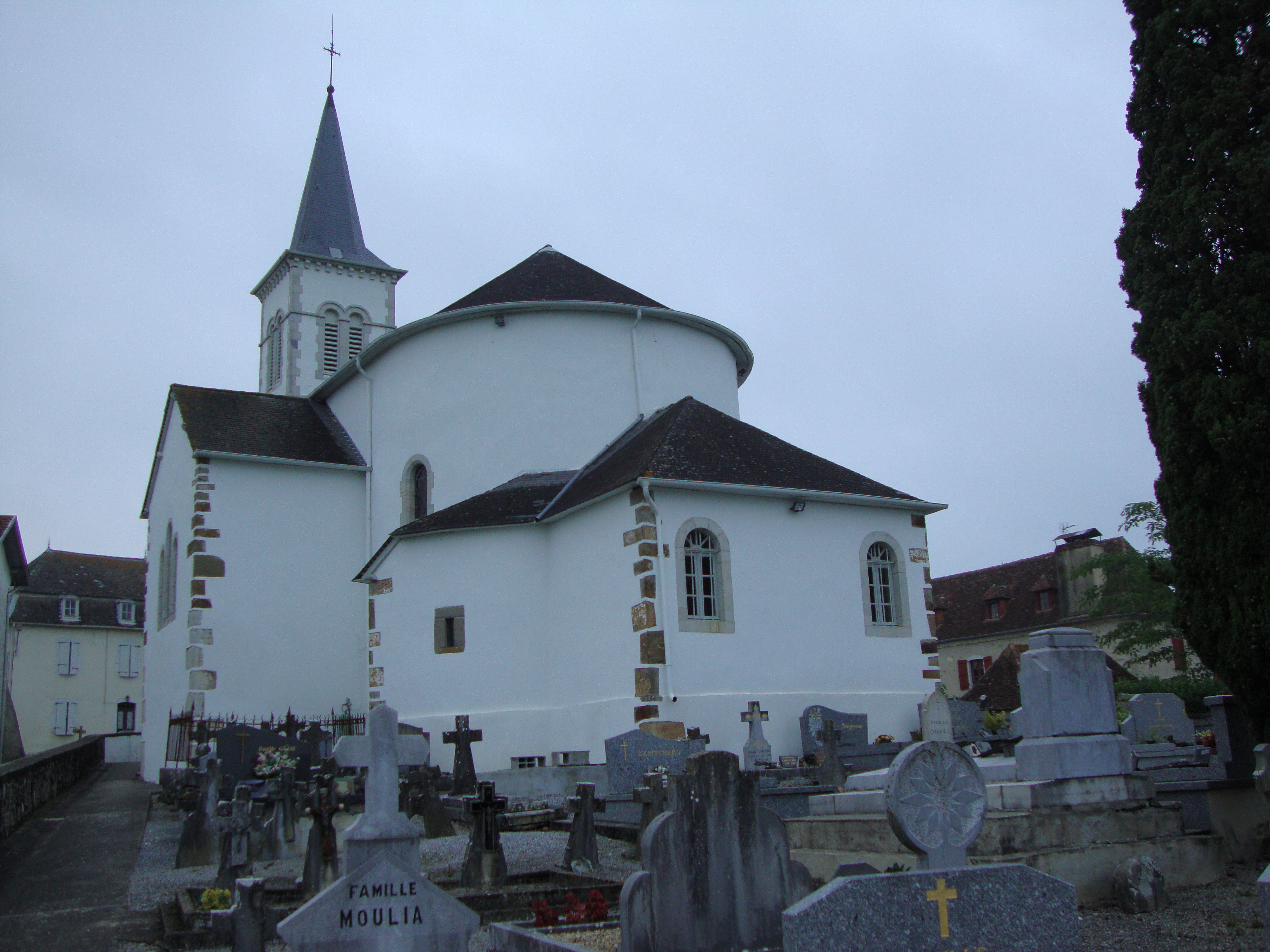
Церковь Св. Петра
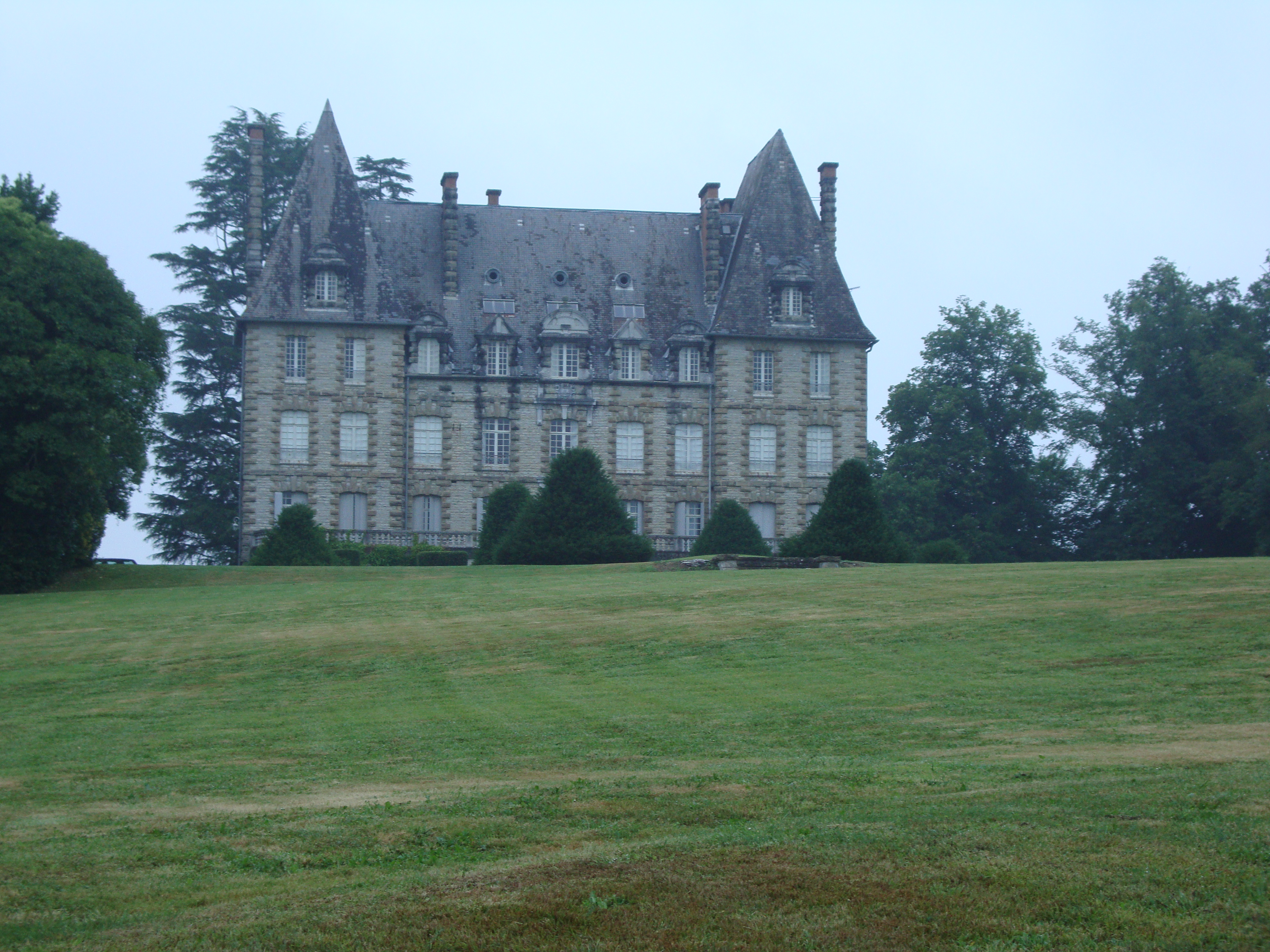
Замок
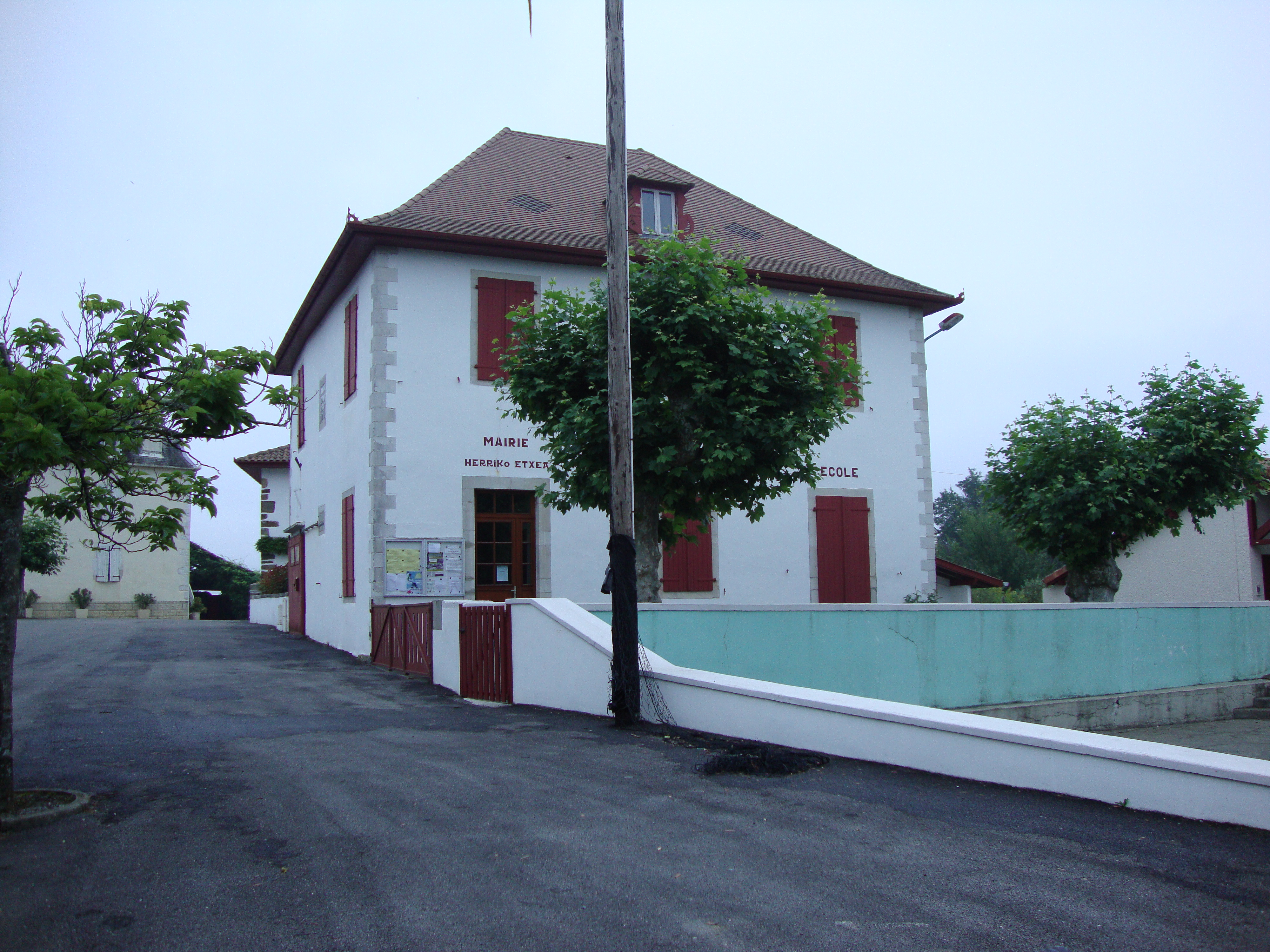
Мэрия-школа
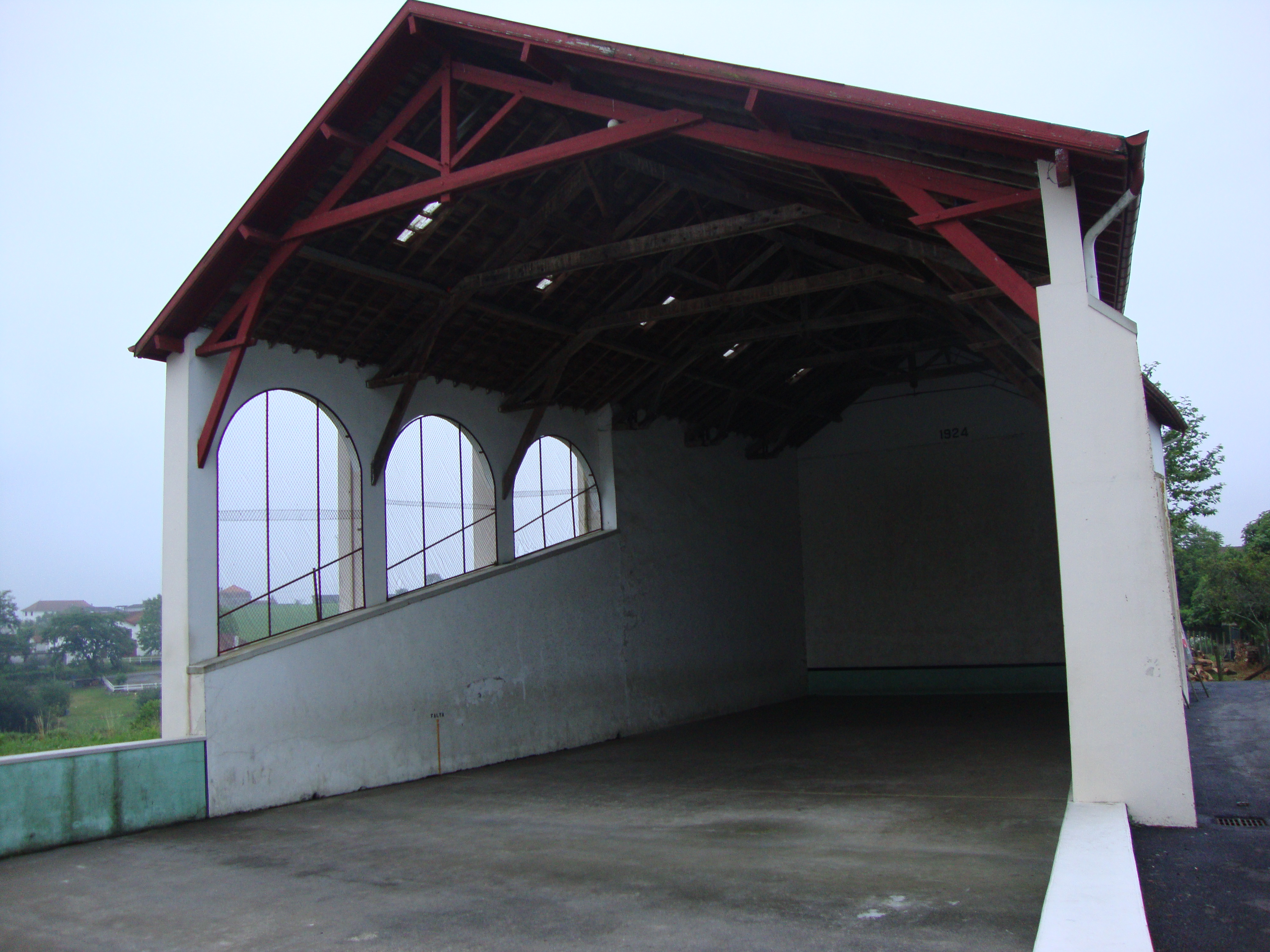
Фронтон (площадка для игры в пелоту)
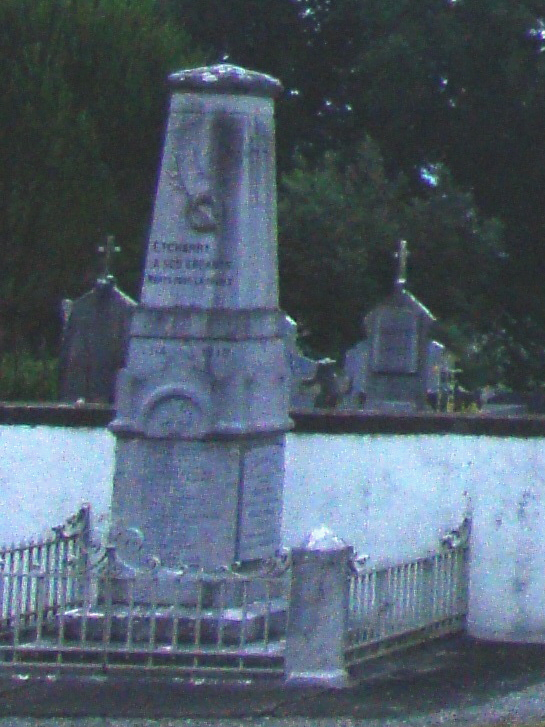
Военный мемориал